# 공주 갑사 삼세불도
공주갑사삼세불도(公州甲寺三世佛圖)은 충청남도 충청남도 공주시 계룡면, 갑사에 있는 불화이다. 2007년 10월 30일 충청남도의 유형문화재 제189호로 지정되었다.

## 같이 보기
- 갑사

## 참고 자료
- 공주갑사삼세불도 - 국가유산청 국가유산포털